# 1810년 미국 하원의원 선거
1810년 미국 하원의원 선거는 1810년 미국에서 치러진 하원의원 선거이다. 1807년의 금지법 폐지로 시장이 개방되며 경제가 살아나자 민주공화당이 다시 대다수의 의석을 얻으면서 승리한다.

## 선거 결과
| 정당       | 의석 수 |
| ---------- | ------- |
| 민주공화당 | 107석   |
| 연방당     | 36석    |
| 합계       | 143석   |